# Negoi
Negoi est une commune roumaine située dans le județ de Dolj.